# Charles Moore (Musiker)
Charles Moore (* um 1941 in Alabama; † 30. Mai 2014 in Los Angeles, Kalifornien) war ein US-amerikanischer Jazztrompeter, der in der Musikszene Detroits aktiv war.

## Leben
Moore, der aus der Shoals-Region im Nordwesten Alabamas stammte, war um 1964 Mitbegründer des Detroit Artists’ Workshop, an dem u. a. auch die Dichter Robin Eichele, George Tysh und John Sinclair mitwirkten. Ende des Jahrzehnts gehörte er dem  Contemporary Jazz Quintet (CJQ) des Pianisten Kenny Cox an, mit dem er 1968/69 zwei Alben für das Label Blue Note Records einspielte; mit Cox gründete er 1969 die Künstlerinitiative und das gleichnamige Label Strata Records. In den 1970er Jahren arbeitete er u. a. mit Wendell Harrison (An Evening with the Devil, Tribe), Phil Ranelin (The Time Is Now!, 1974), Norman Connors und mit der Rockband MC 5, auf deren Album High Time (1971) er in dem Titel „Sister Jane“ zu hören ist. In den 1980er-Jahren gehörte er der Ethno-Jazz-Formation Eternal Wind (u. a. mit Adam Rudolph) an. 1995 spielte er mit Yusef Lateef/Adam Rudolph (The World at Peace, Music for 12 Musicians). Moore studierte Musikethnologie an der UCLA, wo er den Doktorgrad erwarb, und unterrichtete in seinen späteren Jahren Afroamerikanische Musik an der UCLA, der Wayne State University, am Santa Monica College und am California Institute of the Arts.
Er ist nicht mit dem Trompeter Charles Victor Moore (1908–1992) zu verwechseln, der ebenfalls in Detroit aktiv war.